# Musculus triceps surae
Als Musculus triceps surae (lat. für „dreiköpfiger Wadenmuskel“) werden in der Anatomie drei Skelettmuskeln zusammengefasst:
- Caput laterale des Musculus gastrocnemius
- Caput mediale des Musculus gastrocnemius
- Musculus soleus

Ihre gemeinsame Ansatzsehne wird als Achillessehne bezeichnet.
Die Funktion des Muskels ist eine Plantarflexion, wodurch beim Standbein die Ferse gehoben wird. Hierbei wirkt die Ferse selber als Hypomochlion: Je länger der Fersenbeinhöcker, desto größer ist der Hebelarm.
Da die Sehne des Triceps surae medial der Achse des unteren Sprunggelenks verläuft, ist er auch ein kraftvoller Supinator.
Der Musculus triceps surae ist Kennmuskel für das Rückenmarksegment S1. Seine Lähmung macht das Abrollen des Fußes unmöglich und resultiert in einer schweren Gehbehinderung. Kommt es zu einer Schädigung infolge einer Kinderlähmung entsteht das klinische Bild des „Hackenfußes“ (Pes calcaneus).